# 1926-os Giro d’Italia
Az 1926-os Giro d’Italia volt a 14. olasz kerékpáros körverseny. Május 15-én kezdődött és június 6-án ért véget. A verseny 12 szakaszból állt, ezek össztávja 3429 km volt. 203 indulóból 40 ért célba, a végső győztes az olasz Giovanni Brunero lett.

## Szakaszok
| Szakasz | Rajt    | Cél     | km  | Szakaszgyőztes      | Összetettben vezető |
| 1.      | Milánó  | Torino  | 275 | Domenico Piemontesi | Domenico Piemontesi |
| 2.      | Torino  | Genova  | 250 | Domenico Piemontesi | Domenico Piemontesi |
| 3.      | Genova  | Firenze | 312 | Alfredo Binda       | Domenico Piemontesi |
| 4.      | Firenze | Róma    | 287 | Costante Girardengo | Costante Girardengo |
| 5ª      | Róma    | Nápoly  | 232 | Costante Girardengo | Costante Girardengo |
| 6.      | Nápoly  | Foggia  | 262 | Alfredo Binda       | Costante Girardengo |
| 7.      | Foggia  | Sulmona | 250 | Alfredo Binda       | Giovanni Brunero    |
| 8.      | Sulmona | Terni   | 266 | Giovanni Brunero    | Giovanni Brunero    |
| 9.      | Terni   | Bologna | 357 | Alfredo Binda       | Giovanni Brunero    |
| 10.     | Bologna | Udine   | 355 | Pierino Bestetti    | Giovanni Brunero    |
| 11.     | Udine   | Verona  | 291 | Alfredo Binda       | Giovanni Brunero    |
| 12.     | Verona  | Milánó  | 288 | Alfredo Binda       | Giovanni Brunero    |

## Végeredmény
|     | Versenyző          | Idő             |
| --- | ------------------ | --------------- |
| 1.  | Giovanni Brunero   | 137 óra 55' 59" |
| 2.  | Alfredo Binda      | 15' 28"         |
| 3.  | Arturo Bresciani   | 54' 41"         |
| 4.  | Ermanno Vallazza   | 1 óra 11' 38"   |
| 5.  | Giuseppe Enrici    | 1 óra 15' 57"   |
| 6.  | Pierino Bestetti   | 1 óra 26' 00"   |
| 7.  | Gianbattista Gilli | 2 óra 02' 52"   |
| 8.  | Angelo Gremo       | 3 óra 16' 58"   |
| 9.  | Michele Robotti    | 3 óra 41' 39"   |
| 10. | Ezio Cortesia      | 3 óra 59' 18"   |